# Metathelypteris adscendens
Metathelypteris adscendens är en kärrbräkenväxtart som först beskrevs av Ren-Chang Ching, och fick sitt nu gällande namn av Ren-Chang Ching. Metathelypteris adscendens ingår i släktet Metathelypteris och familjen Thelypteridaceae. Inga underarter finns listade.